# Linzangi
Linzangi (Prionodontidae) – monotypowa rodzina drapieżnych ssaków z podrzędu kotokształtnych (Feliformia) w obrębie rzędu drapieżnych (Carnivora).

## Rozmieszczenie geograficzne
Rodzina obejmuje gatunki występujące w Azji Południowo-Wschodniej.

## Morfologia
Długość ciała (bez ogona) 31–45 cm, długość ogona 30–40 cm; masa ciała 550–1220 g. Wzór zębowy: I {\displaystyle {\tfrac {3}{3}}} C {\displaystyle {\tfrac {1}{1}}} P {\displaystyle {\tfrac {4}{4}}} M {\displaystyle {\tfrac {1}{2}}} = 38.

## Systematyka
Rodzaj Prionodon zdefiniował w 1822 roku amerykański przyrodnik Thomas Horsfield w publikacji własnego autorstwa o tytule Badania zoologiczne na Jawie i sąsiednich wyspach. Gatunkiem typowym jest (oryginalne oznaczenie) linzang pręgowany (P. linsang).

### Etymologia
- Prionodon (Prionodontes): gr. πριων priōn, πριονος prionos ‘piła’; οδους odous, οδων odōn ‘ząb’[16].
- Linsang (Linsanga): epitet gatunkowy Viverra ? linsang Hardwicke, 1821; jawajska nazwa lingsang dla linzanga[17]. Gatunek typowy (oznaczenie monotypowe): Felis gracilis[f] Horsfield, 1822.
- Pardictis: gr. παρδαλις pardalis ‘lampart’[18]; ικτις iktis, ικτιδις iktidis ‘łasica’[19]. Gatunek typowy (oryginalne oznaczenie): Prionodon pardicolor B.H. Hodgson, 1842.

### Podział systematyczny
Dawniej Prionodon był zaliczany do podrodziny Viverrinae i uważany za najbliższego krewnego pojany (linsanga afrykańskiego, Poiana richardsonii) na podstawie podobieństw w budowie. Badania DNA, wsparte danymi kopalnymi wykazały jednak, że rodzaj Prionodon jest bliżej spokrewniony z kotowatymi i jest najbliższym żyjącym krewnym tej grupy (rozdzielenie linii ewolucyjnych prowadzących do tych dwóch grup nastąpiło ok. 33,3 mln lat temu). Te same badania potwierdziły przynależność afrykańskich linzangów do łaszowatych, w obrębie których pojany spokrewnione są najbliżej z żenetami (rozejście się linii ewolucyjnych ok. 11,2 mln lat temu). Podobieństwa między Prionodon a Poiana są przykładem skrajnej konwergencji. Do rodziny zaliczany jest jeden rodzaj linzang (Prionodon) z dwoma gatunkami:
| Grafika | Gatunek              | Autor i rok opisu | Nazwa zwyczajowa  | Podgatunki   | Rozmieszczenie geograficzne | Podstawowe wymiary                       | Status IUCN |
| ------- | -------------------- | ----------------- | ----------------- | ------------ | --- | ---------------------------------------- | ----------- |
|         | Prionodon linsang    | (Hardwicke, 1821) | linzang pręgowany | 2 podgatunki | południowa Mjanma, południowa Tajlandia, półwyspowa Malezja, Sumatra, Bangka, Belitung, Borneo i Jawa; zakres wysokości: do 2700 m n.p.m.                                                  | DC: 35–45 cm DO: 33–37 cm MC: 590–800 g  | LC          |
|         | Prionodon pardicolor | B.H. Hodgson, 184 | linzang cętkowany | 2 podgatunki | Nepal, północno-wschodnie Indie, Bhutan, północna Mjanma, środkowa i południowa Chińska Republika Ludowa, północna Tajlandia, Laos, Wietnam i Kambodża; zakres wysokości: do 2700 m n.p.m. | DC: 31–45 cm DO: 30–40 cm MC: 550–1220 g | LC          |

Kategorie IUCN:  LC  – gatunek najmniejszej troski